# NGC 6342
NGC 6342 је збијено звездано јато у сазвежђу Змијоноша које се налази на NGC листи објеката дубоког неба.
Деклинација објекта је - 19° 35' 12" а ректасцензија 17h 21m 10,2s. Привидна величина (магнитуда) објекта NGC 6342 износи 9,5. NGC 6342 је још познат и под ознакама GCL 61, ESO 587-SC6.